# Soldat Lebrun
Le Soldat Lebrun, de son vrai nom Roland Lebrun, né le 10 octobre 1919 près d'Amqui et mort le 2 janvier 1980 à Québec, est un chanteur québécois des années 1940 qui chante des chansons d'amour, de religion et surtout de la vie d'un soldat.

## Biographie

### Jeunesse
Roland Lebrun est né le 10 octobre 1919 à Saint-Léon-Le-Grand proche d'Amqui. Il est le fils de Séverin Lebrun et de Délia Roy. En 1939, lors de la Seconde Guerre mondiale, il est assigné à la base militaire de Valcartier où il restera cantonné sans jamais aller en Europe. C'est à ce moment qu'il commence à gratter sur une guitare ainsi qu'à composer puis chanter des chansons. Il s'unit à Gemma Bilodeau en 1946 à Québec. Ils auront cinq enfants dont un qui enregistrera sur cassette et sur disque, Serge Lebrun.

### Carrière
Durant les années 1940, le Soldat Lebrun enregistre plusieurs chansons qui deviendront des grands succès de la musique québécoise dont l'adieu du soldat. Il en composera bien d'autres ; amour victoire liberté, Ne pleure plus, La vie d'un cowboy... Après la guerre, l'étiquette de disques Starr fait enregistrer dans ses studios des chanteurs pour concurrencer le Soldat Lebrun ; Paul-Émile Piché, Georges Caouette et plusieurs autres... Plusieurs étiquettes de disques reproduisent en 33tr des compilations de chansons du soldat. Vers la fin des années 1960, il produit deux disques avec sa famille ; Roland Lebrun et Sa Famille puis La Famille Lebrun En Spectacle en 1968. Il se retire de la vie artistique en 1972.
Il meurt le 2 janvier 1980 à Québec.

## Hommages
La rue Roland-Lebrun a été nommée en son honneur, en 1984, dans l'ancienne ville de Beauport, maintenant présente dans la ville de Québec.

## Discographie
| Titre du disque                                            | Étiquette   | Numéro de catalogue |
| ---------------------------------------------------------- | ----------- | ------------------- |
| La Famille Lebrun en spectacle                             | Carnaval    | CS-513              |
| L'Adieu Du Soldat - Roland Lebrun                          | Carnaval    | C-507               |
| Au Temps Des Fêtes - Roland Lebrun et sa famille           | Carnaval    | CS-529              |
| Hommage au Soldat Lebrun                                   | Carnaval    | C-447               |
| Soldat Lebrun                                              | Trans-World | TWW-5514            |
| Hommage À Nos Parents - Roland Lebrun et sa famille        | Montagnard  | S-14073             |
| Le Petit Noël Canadien avec Le Soldat Lebrun et sa famille | Trans-World | TWC 5503            |
| Roland Lebrun et sa famille                                | Carnaval    | CS-524              |
| Le Soldat                                                  | Carnaval    | C-405               |
| Amour, Victoire, Liberté                                   | Carnaval    | C-497               |
| Retour Au Foyer                                            | Carnaval    | C-466               |
| Les Succès Du Soldat Lebrun                                | Carnaval    | C-484               |
| 20 Grands Succès D'Hier                                    | MCA Coral   | CB 37001            |
| Le Disque D'Or de (Soldat) Roland Lebrun                   | Trans-World | TWC-5500            |

| Titre de la cassette        | Étiquette      | Numéro de catalogue |
| --------------------------- | -------------- | ------------------- |
| Album Souvenir              | Nuage          | NG4-5006            |
| Des Roses Pour Toi          | Disques Mérite | 44-15513            |
| Héritage Québécois          | MCA            | MCAC 2084           |
| Roland Lebrun et sa famille | Millionnaires  | 44-15512            |